# Frea basalis
Frea basalis es una especie de escarabajo longicornio del género Frea, tribu Ceroplesini, familia Cerambycidae. Fue descrita científicamente por Jordan en 1894.
Se distribuye por Angola, Camerún, Gabón, Guinea Ecuatorial, Nigeria, República Democrática del Congo, República del Congo y Sierra Leona. La especie mide 10-19 milímetros de longitud. El período de vuelo ocurre en el mes de noviembre.